# Rejasari (Langensari)
Rejasari is een bestuurslaag in het regentschap Banjar van de provincie West-Java, Indonesië. Rejasari telt 8226 inwoners (volkstelling 2010).